# Erik Rosenholm
Erik Pedersson Rosenholm, född 1613 i Vadstena församling, Östergötland, död 16 januari 1672 i Stockholm, var en svensk borgmästare och riksdagsman.

## Biografi
Erik Rosenholm föddes 1613 i Vadstena församling. Han var son till kyrkoherden Peder Ericksson Holm och Ingeborg Persdotter i Skänninge. Rosenholm blev student vid Linköpings gymnasium 1628 och student vid Uppsala universitet i september 1633. Han arbetade från 1635 till 1639 som lärare vid Gävle trivialskola och blev 8 maj 1646 rådman i Stockholm. Rosenholm var från 3 juni 1652 till juni 1665 byggnadsborgmästare i Stockholm. Han adlades 23 februari 1653 till Rosenholm och introducerades 1654 i Sveriges riddarhus som nummer 586. Rosenholm var riksdagsman vid Riksdagen 1654 och borgarståndets talman. Han blev 24 maj 1658 assessor i kommerkollegium. Rosenholm avled 1672 i Stockholm och begravdes 4 augusti samma år i Jacobs kyrka.
Rosenholm ägde gården Solberga i Sya socken, Ramsberg i Hyltinge socken och Västergården i Erikstads socken.

### Familj
Rosenholm gifte sig första gången 1645 med Anna Pedersdotter (1623–1655). Hon var dotter till befallningsmannen Per Larsson på Vadstena slott och Anna Eriksdotter Bagge af Berga. De fick tillsammans barnen vice amiralen Per Rosenholm (död 1699) och Margareta Beata Rosenholm (född 1647) som var gift med översten och vice landshövdingen Erik Leijonhielm.
Rosenholm gifte sig andra gången i november 1658 i Stockholm med Märta Beata Stuart (1642–1673). Hon var dotter till kammarherren David Stuart och Beata Nilsdotter Lillieram. De fick tillsammans barnen Brita Rosenholm (född 1659), häradshövdingen David Rosenholm (1660–1725) i Vedbo härad, kaptenen Erik Rosenholm, överjägmästaren Carl Rosenholm (1662–1722) och Beata Rosenholm (1665–1742) som var gift med översten Gabriel von Weidnhaijn.